# Pico do Machadão

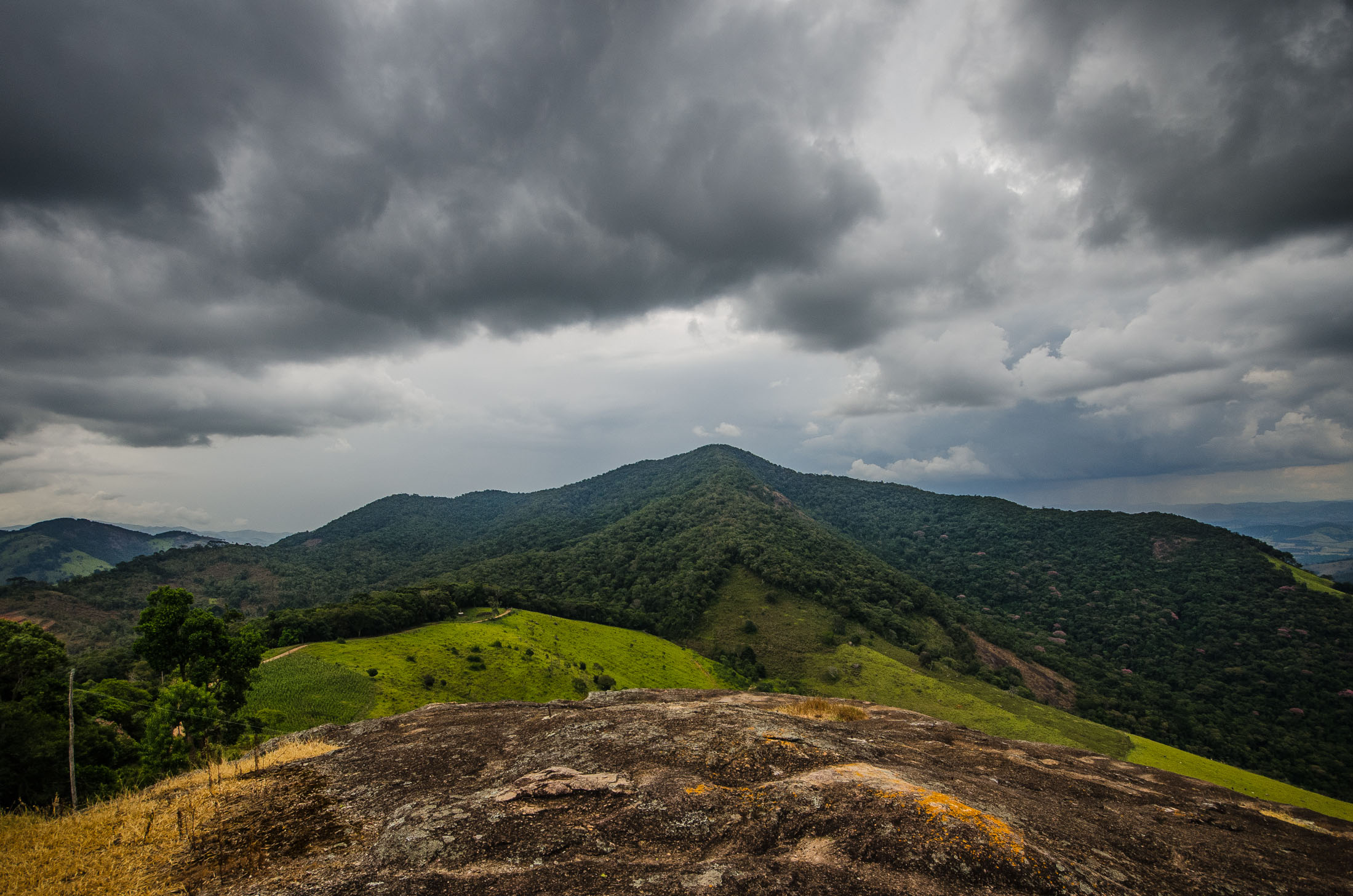
Pico do Machadão (1750m)

Pico do Machadão, ou simplesmente Machadão, é uma elevação rochosa gnaissica que fica situada ao sul da área urbana de Paraisópolis, estado de Minas Gerais. O pico, bem como todo o complexo de montanhas está localizada na Serra da Mantiqueira. O cume da montanha possui 1750 metros de altitude e de seu topo é possivel visualizar uma vasta região, que compreende os municípios de Paraisópolis, Conceição dos Ouros, Cachoeira de Minas, parte de Santa Rita do Sapucaí, Estiva e Pouso Alegre, além de uma deslumbrante vista de picos vizinhos, como a nacionalmente conhecida Pedra do Baú, a Pedra de São Domingos e a Pedra do Forno.
No conjunto compreendido pelo Pico do Machadão está situada a represa artificial mais alta do país, a represa do Brejo Grande(1512m), que serve para abastecimento de água na cidade de Paraisópolis e adjacências. Além da represa, o complexo ainda compreende uma grande área de mata atlântica, que possui inúmeras espécies animais e vegetais, além de abrigar as nascentes que formam o lago da represa. O complexo do Machadão faz parte da APA Fernão Dias. O local ainda possui uma pedra que serve de rampa para os praticantes de vôo livre, localizada a 1600m de altitude e que também abriga um cruzeiro iluminado, antenas de telefonia e internet.